# Лидзбарк-Варминьски
Ли́дзбарк-Варми́ньски (пол. Lidzbark Warmiński), ранее Ге́йльсберг (нем. Heilsberg, прусск. Lēcbargs) — город в Восточной Пруссии (ныне Польша), на реке Лына. Основан в 1240 году. Площадь — 14,35 км². Население — 15 877 жителей на 2018 год. Около данного города 29 мая (10 июня) 1807 года произошло сражение русских и прусских войск с французами.
После Второй мировой войны территория была передана Польше.

## История
Начиная с 1350 года и до XIX века Лидзбарк-Варминьски являлся столицей Вармии. Еще до прихода в эти земли Тевтонского ордена, на месте будущего города находилось городище Лецбарг, принадлежавшее прусскому племени погезан. Городище было захвачено тевтонами в 1241 году. На его месте сначала была возведена деревянная крепость, сожжённая пруссами в 1242 году.
Строительство каменного замка было начато в 1348 году. Замок и примыкающая к нему южная предзамковая часть, так называемое «предзамчье», окружённый высокими стенами и укреплённые глубоким рвом, создают уникальный архитектурный ансамбль. Он причислен к архитектурным памятникам мирового класса. Свою историческую резиденцию строили три очередных епископа: Ян I из Мисьни, Ян II Стрыпроцк и Генрых III Сорбом, с 1350 по 1401 год. Скоро она стала центром их светской и религиозной власти. Замок построен на плане квадрата. Он прост и сдержан. Углы венчают тянущиеся к свету три четырёхгранные стрельчатые башенки. Четвёртая башня была приспособлена к обороне замка. Главный вход в замок находится в южной стороне. Ведёт он на квадратный внутренний двор, окружённый двухэтажными арочными галереями.
Лидзбарк-Варминьски часто называют городом «знаменитых людей». В 1495—1496 и в 1503—1510 годах у своего дяди, епископа варминского Лукаша Ваченроде проживал Николай Коперник, будущий создатель гелиоцентрической системы мира. В замке учёный написал «Комментарии о гипотезах…». Здесь перевёл с греческого языка на латынь произведения Феофилакта Симокатты. Последним знаменитым жителем лидзбарского замка был Игнацы Красицкий. Город чтит память о «Князе поэтов». Ежегодно летом в призамковом амфитеатре проводятся конкурсы кабаре, так называемые «Лидзбарские вечера юмора и сатиры».
В рамках первого раздела Польши Хейльсберг отошел к Пруссии в 1772 году. Епископ и капитул утратили свою власть, а в замке расквартировали прусский гарнизон. На 1772 год внутри городских стен располагалось 230 домов, а в предместьях — 50 домов. Численность населения вместе с гарнизоном замка составила 3049 человек. После второго раздела Польши Игнаций Красицкий покинул Вармию, резиденция епископа переместилась в Ольштын, а город с замком пришли в упадок.
10 и 11 июня 1807 года состоялась битва при Хейльсберге между объединенными под командованием Беннигсена русско-прусскими силами и французскими войсками Мюрата и Сульта.
К началу XX века в Хейльсберге имелись лютеранская и католические церкви, синагога, епископский замок, сиротский приют Святого Иосифа, зимняя сельскохозяйственная школа, монастырь ордена Екатерины и окружной суд.
С 1818 по 1945 год Хейльсберг был административным центром сельского округа Хейльсберг правительственного округа Кёнигсберг провинции Восточная Пруссия.
В январе 1945 года, во время Второй мировой войны, в районе города велись ожесточенные бои (так называемый «Хейльсбергский треугольник»).
С 1961 года замок стал резиденцией Варминьского музея. В нём можно познакомиться с произведениями искусства давней Вармии и Восточной Пруссии, увидеть картины выдающихся польских художников XX века. В замковых залах экспонируются шедевры готической религиозной резьбы по дереву и живописи (XVII—XIX веков). На стенах замка висят портреты варминьских епископов, а в стеклянных витринах находятся предметы, связанные с их меценатством. Есть также художественное ремесло — золотильное мастерство, ткань, мебель. В летней трапезной висят портреты предков Игнацы Красицкого, а этажом выше можно увидеть живопись польских художников XIX—XX веков.

## Известные уроженцы, жители
Евстахий Кнобельсдорф (Eustachius von Knobelsdorff; 14 марта 1519, Лидзбарк-Варминьски — 11 июня 1571, Вроцлав) — немецкий поэт, писал на латинском языке.

## Экономика
В Лидзбарке-Варминьском преобладает экономическая деятельность в сфере торговли и услуг. Промышленность в основном занята переработкой местного сырья, например, древесины, которая идёт на столярное и мебельное производство. Также на местном сырье функционируют предприятия по переработке молока, мяса и круп.
Главным промышленным предприятием в городе является Полмлекский молочный комбинат. На нём работает около 400 человек, и он является одним из крупнейших молокозаводов страны. 40 % продукции комбината идёт на экспорт. Кроме того, в городе действует Варминьский кооператив инвалидов, производящий одноразовую медицинскую одежду.
Лидзбарк-Варминьский — часть Варминско-Мазурской особой экономической зоны. В 1999 году была образована Торгово-промышленная палата Варминско-Мазурского воеводства в Лидзбарке-Варминьском, объединяющая предприятия, осуществляющие предпринимательскую деятельность в повяте Лидзбарк.

## Памятники
В реестр охраняемых памятников Варминьско-Мазурского воеводства занесены:
- Городская планировка XIV—XV вв.
- Комплекс костёла апостолов Петра и Павла XIV—XVI вв.
- Лютеранская церковь начала XIX в.
- Часовня св. Екатерины XVIII, XIX в.
- Монастырь сестер екатеринок XIX в.
- Комплекс епископского замка Хайльсберг.
- Городские стены XIV в.
- Высокие врата XIV в.
- Летний епископский дворец «Оранжерея» конец XVII в., 1770
- Дом (бывшая оборонительная башня) XIV, XIX в.
- Дома (с фрагментами оборонительных стен) XVIII, начала XIX в.

## Галерея

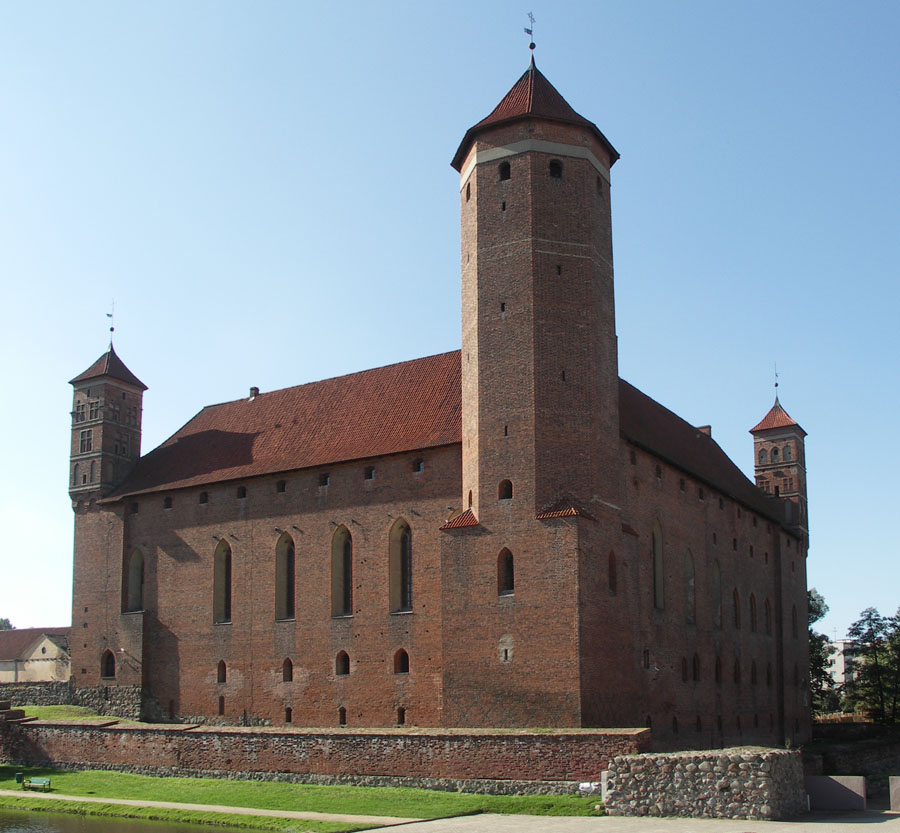
Замок
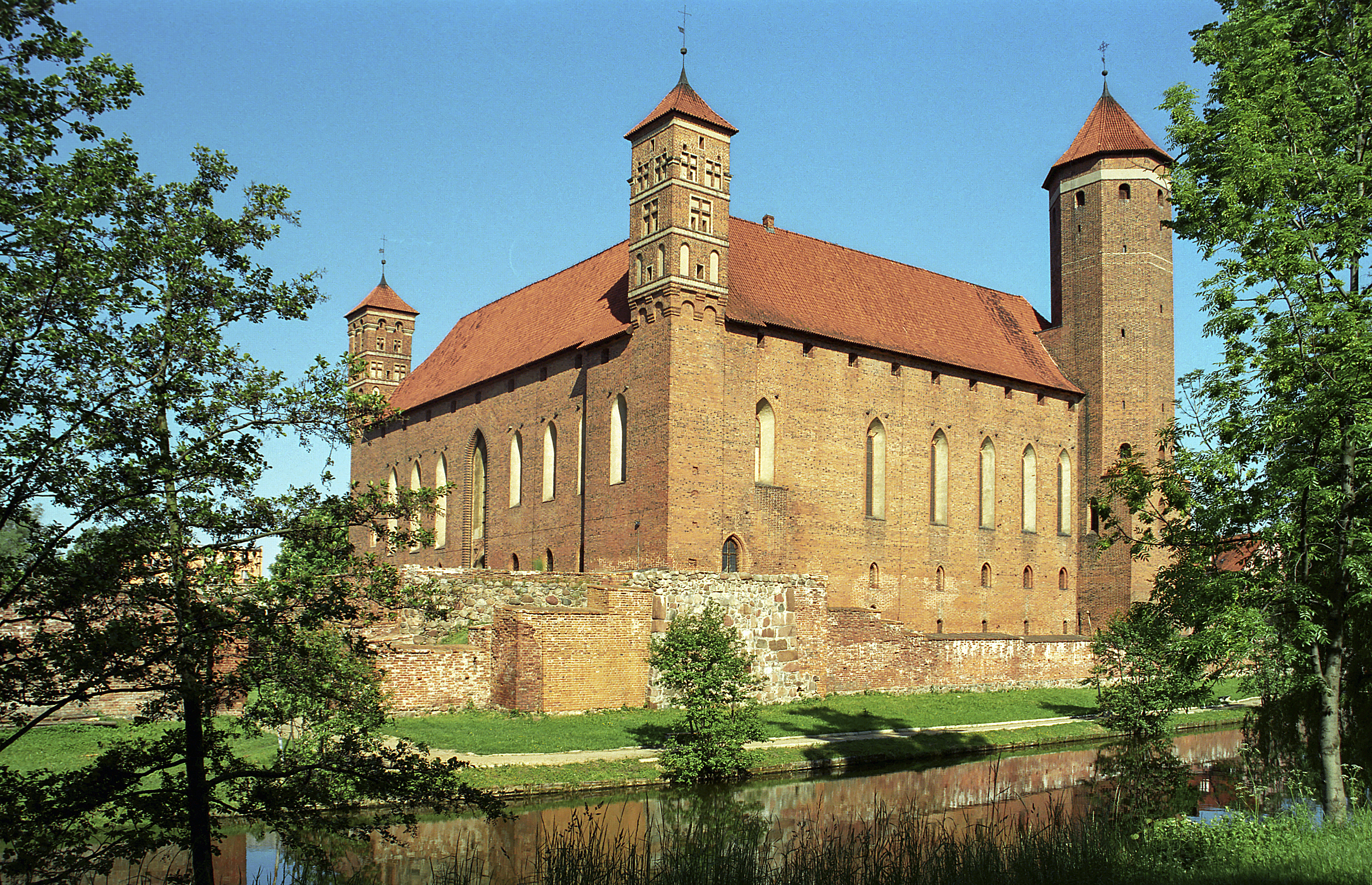
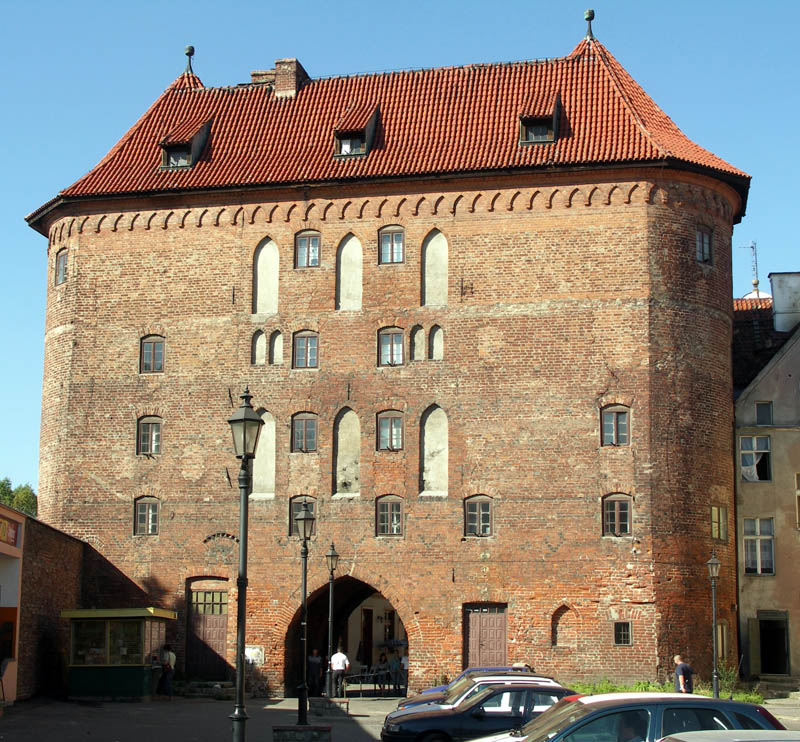
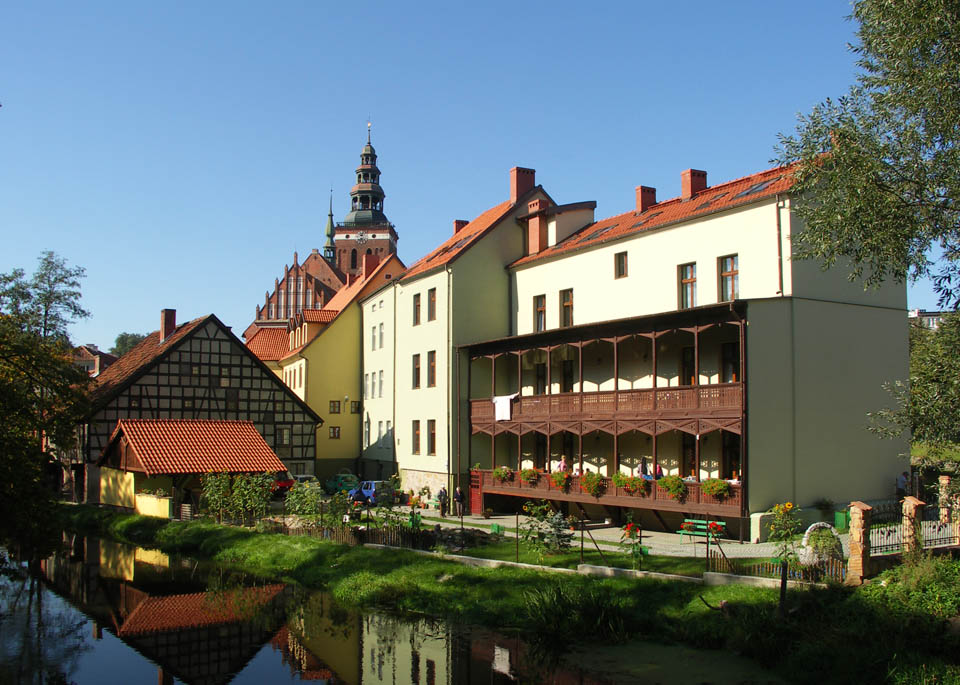
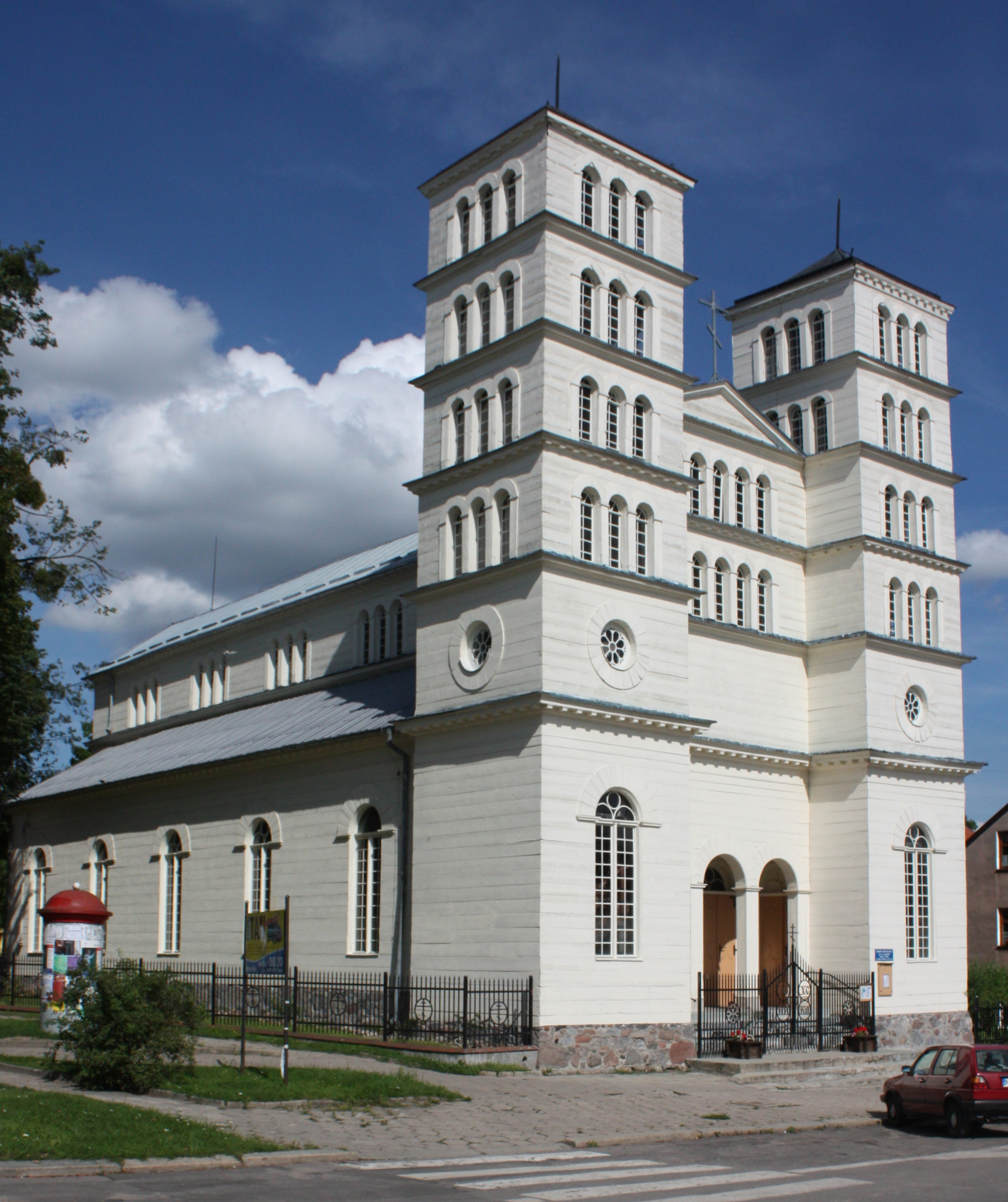
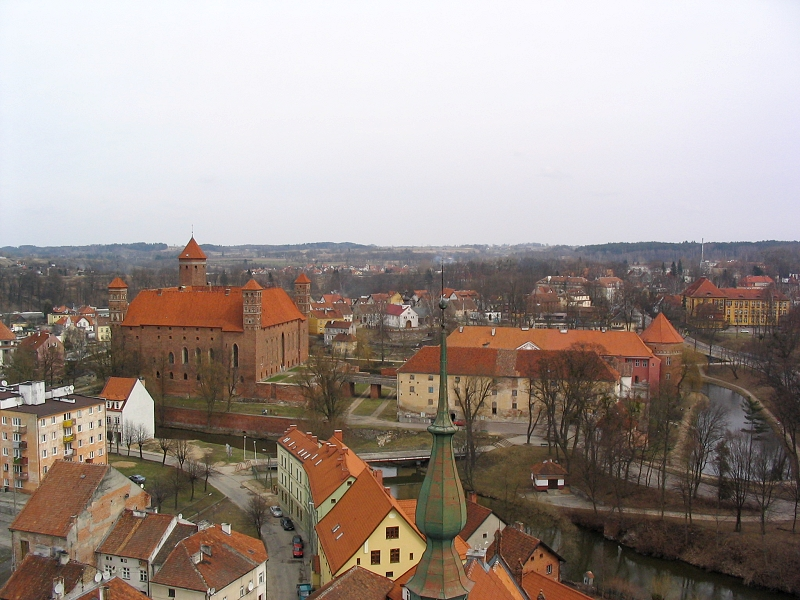

## Известные уроженцы и жители
- Тадеуш Плоский — польский католический священник, учёный. Генерал дивизии.
- Збигнев Миколейко — польский философ, историк религии и идеи, эссеист, педагог.
- Богдан Борусевич — польский политик, Маршал Сейма в 2005—2015 годах.